# محار
المَحَارُ(ملاحظة 1) نوعٌ من الحَيَوانات الصَّدَفية المائية، من شعبه الرِخْوِيَّات، يعيش في المحيطات، والسواحل، في المناطق ذات المُناخ المعتدل أو الحار. يعيش المَحَارُ بلصق صدفاته على صخور البحر، أو أي جسم صُلْب آخرَ في قيعان المحيطات والبحار. ويعيش معظمه في مياه السواحل الضَّحْلة.

## المحار غذاءً للإنسان
استُعمل المَحَارُ منذ القدم غذاءً للإنسان، حيث يحوي كمياتٍ كبيرة من الكالسيوم، والفسفور، والزِّنك، ويُعد طعامًا غالي الثمن جدًا، فلا يقدم غالبًا إلا في المطاعم الفاخرة.

## المحار واللؤلؤ
بسبب دخول بعض ذرات الرمل في بعض الأحيان إلى المحار، تقوم المحارة بإفراز مواد كلسية حول ذرة الرمل، من أجل منعها من التأثير عليها، ومع الوقت تتحول هذه الذرة إلى اللؤلؤ الذي يتم استخراجه بعد ذلك ويستخدم في الحلي أو في غيرها.

## هوامش
- ملاحظة 1 «مَحَارٌ» مُخَفَّفة، أيْ: بلا شدة، فلا تقُل: «مَحَّار»؛ فهو الَّذي يبيع المَحَارَ، أو العامل الذي يشتغل في أحواض لتربية المَحار، مثل كلمة: نَجَّار، للعاملِ في حِرفة النِجَارة.